# Linguística descritiva
Linguística descritiva ou descrição linguística é o trabalho de análise e descrição objetiva das formas linguísticas usadas por determinada comunidade de fala. A linguística descritiva moderna é baseada na abordagem estrutural da linguagem, principalmente segundo os métodos explicitados por Leonard Bloomfield.
Quase toda teoria linguística tem sua origem em problemas práticos de linguística descritiva. A fonologia (e seus desenvolvimentos teóricos, como o fonema) trata da função e interpretação dos sons nas línguas naturais. A sintaxe, grosso modo, foi desenvolvida para descrever como as palavras se relacionam entre si para formar sentenças. A lexicologia coleta palavras, bem como suas derivações e transformações.